# Peter Haller
Peter Haller (n. 1500, Buda – d. 12 decembrie 1569, Sibiu) a fost guvernatorul împăratului Ferdinand I în Ungaria și Transilvania, ministru de finanțe (General-Schatzmeister), primar și jude al Sibiului.
De numele său se leagă construcția Bastionului Haller, care face parte din fortificațiile târzii ale Sibiului (1551-1553).